# 京兆乡
京兆乡是中国陕西省延安市洛川县下辖的一个乡。

## 行政区划
京兆乡下辖以下行政区：
京兆村、常家塬村、伏益村、焦家圪崂村、活乐村、东坡村、上坪村、来往村、小桌村、林台村、崾岘村、塬畔村、南安善村、北安善村、三琢洼村